# Phryxe trepida
Phryxe trepida là một loài ruồi trong họ Tachinidae.